# Io, Napoli e tu
Io, Napoli e tu è il quinto album di Corrado, pubblicato nel 1989. Si tratta di un album-cover di canzoni classiche napoletane.

## Tracce
1. Maria Marì – 2:43
2. Dimme addò staie – 2:53
3. 'Na sera 'e maggio – 3:17
4. 'O surdato 'nnammurato – 2:58
5. Ciente appuntamente – 3:44
6. Dduie paravise – 2:47
7. 'Na bruna – 4:25
8. Spusarizio 'e marenaro – 2:53
9. Me parlano 'e te – 3:19
10. Notte lucente – 2:50